# Кортес, Оскар (футболист, 2003)
О́скар Мануэ́ль Корте́с Корте́с (исп. Óscar Manuel Cortés Cortés; род. 3 декабря 2003, Тумако, Нариньо) — колумбийский футболист, полузащитник клуба «Ланс».

## Клубная карьера
Кортес — воспитанник клуба «Мильонариос». 22 января 2022 года в матче против «Депортиво Пасто» он дебютировал в Кубке Мустанга. 12 мая в поединке Кубка Колумбии против «Хагуарес де Кордова» Оскар забил свой первый гол за «Мильонариос». В своём дебютном сезоне он помог клубу завоевать национальный кубок.

## Достижения
«Мильонариос»
- Обладатель Кубка Колумбии — 2022